# Upognampa aplanita
Upognampa aplanita är en spindelart som beskrevs av Tucker 1923. Upognampa aplanita ingår i släktet Upognampa och familjen plattbuksspindlar. Inga underarter finns listade i Catalogue of Life.